# سوراخ چانه‌ای
سوراخ چانه‌ای‎ یا منتال فورامن (به انگلیسی: Mental foramen) یکی از دو سوراخ در سطح قدامی فک پایین است. این روزنه شاخه‌های پایانه عصب لثوی (آلوئولار) زیرین و رگ‌ها (سرخرگ چانه‌ای) را منتقل می‌کند. این روزنه عبور اعصاب مغزی، در افراد بدون دندان اندکی فرومی‌رود.

## تغییرات
بیشترین موقعیت (۶۳٪) سوراخ چانه‌ای مطابق با محور طولی دندان دو دندان آسیای کوچک است و عموماً در سطح فورنیکس دهلیزی و در حدود یک انگشت در بالای مرز فک پایین قرار دارد. در ۱۷ درصد افراد تعداد این روزنه‌ها بیشتر از یکی است. فقط در ۴ درصد افراد فک پایین ساختار سوراخ چانه‌ای چندجانبه را نشان می‌دهد. بیشتر مواقع آن‌ها دارای اندازه نابرابر هستند: مثلاً یک سوراخ خیلی بزرگ و چند تا کوچک گرداگرد آن وجود دارد. یک سوراخ چانه‌ای درهم در یک درصد از افراد مشاهده می‌شود.

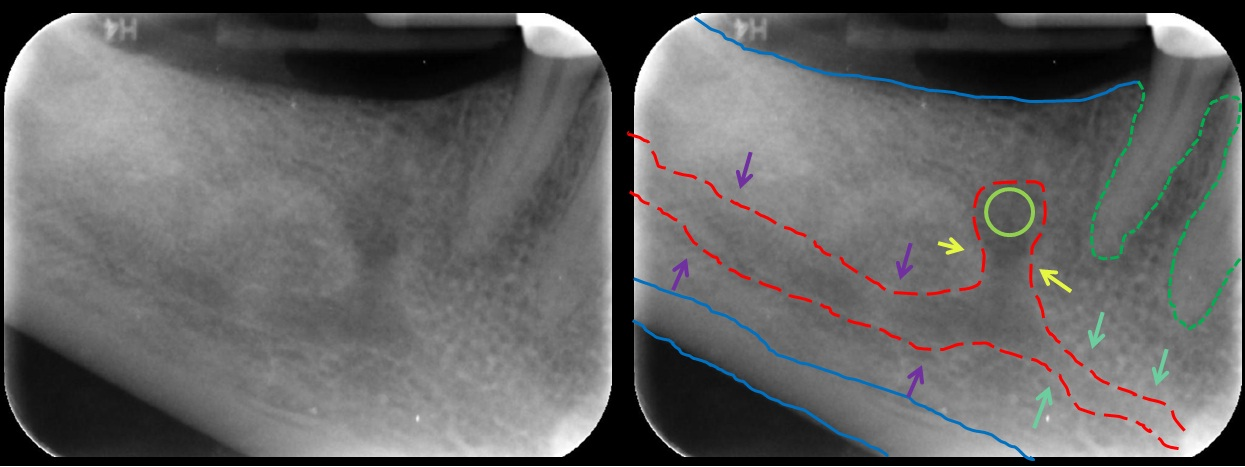
کانال شکاف فک پایین (در اینجا با فلش‌های سبز مرجانی نشان داده شده‌است) که از داخل کانال فک پایین (به سمت راست) از کانال فک پایین (فلش‌های ارغوانی) پس از روزنه مغزی (دایره سبز روشن) ادامه می‌یابد.

## نگارخانه

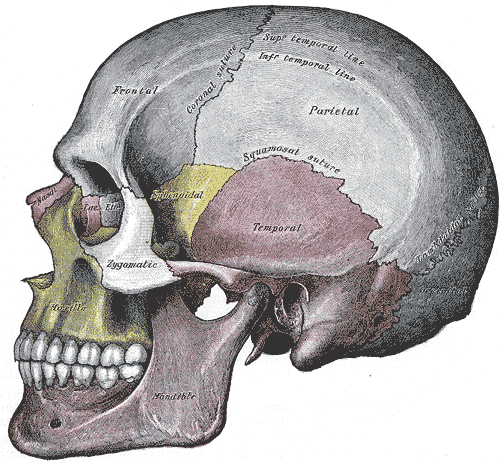
نمای جانبی جمجمه.
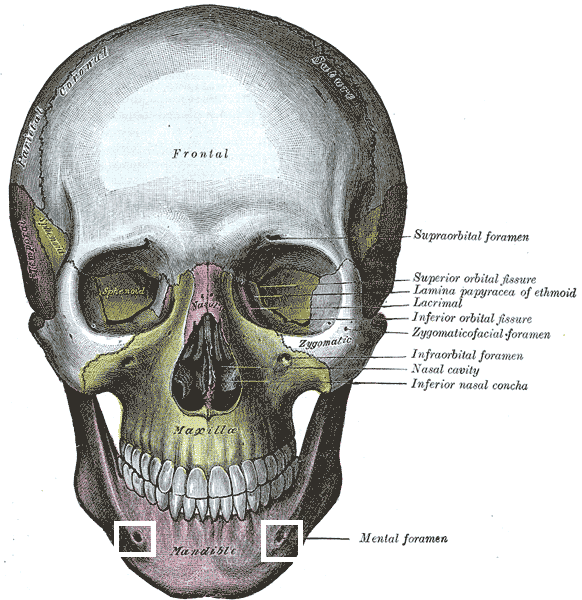
جمجمه از جلو.
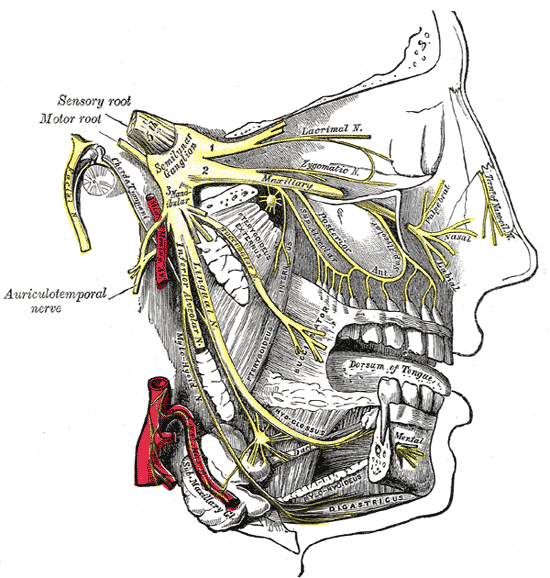
توزیع اعصاب فک بالا و فک پایین ، و گانگلیون تحت فشار خون.
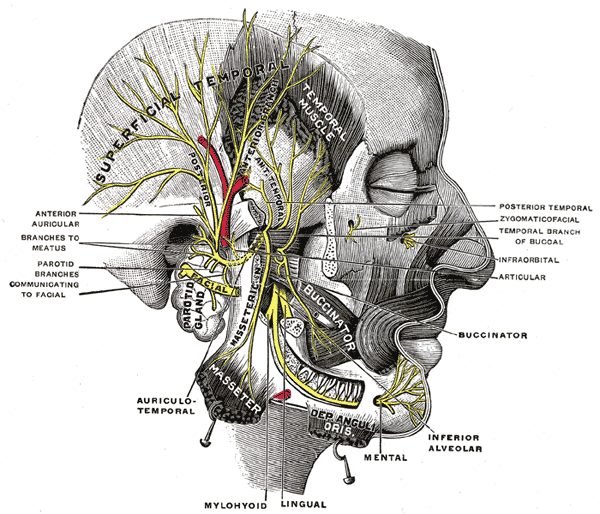
تقسیم فک پایین عصب سه قلو.
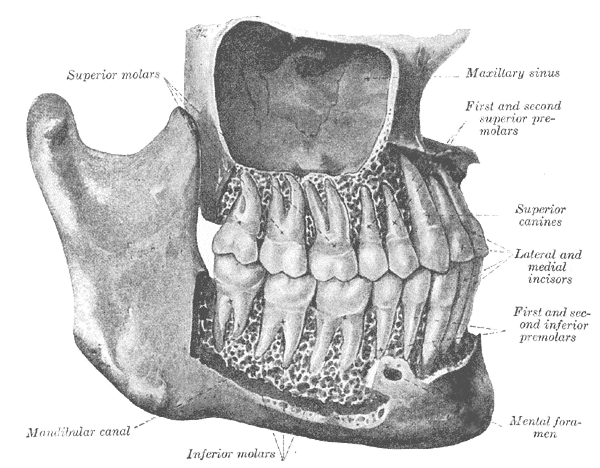
دندان‌های دائمی، از سمت راست مشاهده می‌شود.